# Жълтокоремна бумка
Жълтокоремната бумка (Bombina variegata) е вид водна жаба.

## Разпространение
Жълтокоремната бумка се среща в континенталната част на Западна и Централна Европа от Пиренеите до Южна Полша и Карпатите. В България се среща в цялата страна. Освен в канавки с вода тя се среща в малки блата и локви, в полупресъхнали потоци и рекички, рядко в по-големи водоеми. Живее както в равнините така и в планините, където е установена и на 1900 м надморска височина. Високо в планините тя се среща в студени локви и езера.

## Начин на живот и хранене
Жълтокоремната бумка е активна през светлите часове на денонощието. Тя се храни предимно с дребни сухоземни животни най-вече бръмбари. Значителен дял от храната ѝ са водни организми, най-вече насекоми. Между тях се срещат в големи количества и ларви на комари, основната част от които поглъща под водата. Жълтокоремната бумка е силно привързана към водата. През деня тя често се грее на слънце в самия водоем, като подава главата си над повърхността на водата, а тялото си държи наклонено към нея, с изпънати назад и широко разтворени задни крака. Щом бъде подплашена, дребната жаба бързо отплува към дъното, където се скрива сред водораслите или се заравя в тинята. Рядко се отдалечава на повече от 30 – 40 cm от водата, освен в дъждовни нощи. Зимата жълтокоремната бумка прекарва във вцепенено състояние на сушата, скрита между камъни или под паднали листа. Отделни екземпляри могат да достигнат възраст от 10 години.

## Размножаване
Между средата на април и юли жълтокоремната бумка снася поединично или на малки групи общо от 50 до 200 яйца, които прилепва към подводни растения.

## Допълнителни сведения
Жълтокоремната бумка е защитена от Приложение II на Бернската конвенция и от Приложение II на Закона за биологичното разнообразие.